# Eudema rupestris
Eudema rupestris là một loài thực vật có hoa trong họ Cải. Loài này được Humb. & Bonpl. mô tả khoa học đầu tiên năm 1813.